# Guy Coburn Robson
Guy Coburn Robson (ur. 11 lutego 1888 w South Woodford, Essex, zm. 17 maja 1945) – brytyjski malakolog.
Uzyskał stypendium na New College w Oxfordzie, gdzie rozpoczął naukę w 1906. Później spędził rok w Naples, gdzie badał metabolizm tłuszczu u krabów zaatakowanych przez worecznice. W 1913 dołączył do kadry British Museum Natural History, gdzie rozpoczął pracę nad mięczakami pod Edgarem Smithem. Stał się dobrze znanym autorytetem w tej grupie i poświęcał wiele uwagi ich anatomii.
W 1911 został członkiem Towarzystwa Malakologicznego, gdzie w latach 1926-27 pełnił funkcję redaktora a w latach 1933-36 prezesa.
Opublikował wiele artykułów, głównie o głowonogach, włączając jego prawdopodobnie najważniejszą pracę: monografię ośmiornic ("Monograph on the Octopoda") wydaną przez British Museum w dwóch tomach (1929 i 1932). Badał również biologię partogenetycznego, słodkowodnego ślimaka Paludestrina jenkinsi zawleczonego do Brytanii.